# Лемпінське сільське поселення
Ле́мпінське сільське поселення (рос. Лемпинское сельское поселение) — сільське поселення у складі Нефтеюганського району Ханти-Мансійського автономного округу Тюменської області Росії.
Адміністративний центр та єдиний населений пункт — село Лемпіно.
Населення сільського поселення становить 391 особа (2017; 493 у 2010, 496 у 2002).